# Пиорское колебание

Температурные колебания в голоцене.

Пиорское колебание (англ. Piora Oscillation), похолодание 5200 лет назад — резко наступивший холодный и влажный период в климатической истории голоцена. Обычно датируется промежутком 3200 — 2900 гг. до н. э. Ряд исследователей связывают Пиорское колебание с окончанием Атлантического климатического режима и началом Суббореального, согласно последовательности смены климатов Блитта—Сернандера.
Феномен назван по долине Пиора в Швейцарии, где он был впервые обнаружен. Наиболее яркие свидетельства Пиорского колебания представлены в Альпах. В это время площадь ледников в Альпах резко выросла, по-видимому, впервые после голоценового климатического оптимума. Граница зоны распространения деревьев в Альпах понизилась на 100 метров.
Точная территория, которую охватывало данное похолодание в глобальном масштабе, до конца не установлена. По-видимому, Пиорское колебание затронуло территорию, намного превышавшую Альпы и даже Европу. Оно отразилось на территории Новой Англии (восток Северной Америки), где резко сократилась площадь тсуги и вяза. Подобные события отмечались также в Калифорнии и ряде других мест; ряд изменений во флоре сохранились до настоящего времени.
На Ближнем Востоке поверхность Мёртвого моря поднялась почти на 100 метров, а затем понизилась до уровня, близкого к современному. Ряд комментаторов связали данное климатическое изменение с окончанием Урукского периода, Тёмными веками, связанными с потопом из эпоса о Гильгамеше и Великим потопом из Книги Бытия.
Некоторые исследователи связывают Пиорское колебание с одомашниванием лошади. В Центральной Азии более холодный климат благоприятствовал использованию лошади: «Лошадь, поскольку она привыкла добывать пищу под снегом, стала вытеснять крупный рогатый скот и овец». Также Пиорский период связывают с резкой засухой в центральной Сахаре, со снижением дождевых осадков и похолоданием в Средиземноморье.
Причины Пиорского колебания являются предметом дискуссий. В образцах льда из Гренландии видно увеличение уровня метана и сульфатов около 3250 г. до н. э., что свидетельствует о катастрофе — либо извержении вулкана, либо падении метеорита или астероида. Другие исследователи сравнивают Пиорское колебание с другими сопоставимыми событиями, такими, как похолодание 8200 лет назад, которые повторяются в истории климата в рамках 1500-летнего климатического цикла.